# 야기 히데쓰구
야기 히데쓰구(八木秀次, 1886년(메이지 19년) 1월 28일 ~ 1976년(쇼와 51년) 1월 19일)는 일본의 엔지니어, 사업가, 정치인이다. 야기 안테나(Yagi - )의 발명자이다.
도쿄 공업대학교 총장, 지바 공업대학 고문, 내각 기술원 총재, 오사카 제국대학 총장, 야기안테나 주식회사 사장, 참의원 의원, 무사시공업대학장 등을 역임하였다.
육군에서 계급은 공병군조이었다. 일본 학사원 회원. 훈일등서보장과 문화훈장을 받았다. 사망시 훈일등욱일대수장(勲一等旭日大綬章)이 추서되었다.